# Фусмањ
Фусмањ (фр. Foussemagne) је насељено место у Француској у региону Франш-Конте, у департману Територија Белфор.
По подацима из 2011. године у општини је живело 955 становника, а густина насељености је износила 187,25 становника/km².

## Демографија
| 1962. | 1968. | 1975. | 1982. | 1990. | 2011. |
| ----- | ----- | ----- | ----- | ----- | ----- |
| 414   | 465   | 384   | 517   | 509   | 955   |